# Milou van der Heijden
Pour les articles homonymes, voir Milou (homonymie) et Heijden.
Milou van der Heijden née le 18 décembre 1990 à Veldhoven aux Pays-Bas, est une joueuse professionnelle de squash représentant les Pays-Bas. Elle atteint en mars 2019 la 29e place mondiale sur le circuit international, son meilleur classement. Elle est championne des Pays-Bas à six reprises entre 2014 et 2021.

## Biographie
Ses parents possèdent deux clubs  de squash et son père fut entraîneur national aux Pays-Bas et c'est donc tout naturellement qu'elle se tourne vers le  squash après avoir fait de la danse. Après avoir fini ses études au lycée, elle passe professionnelle et à l'âge de 21 ans, elle remporte son premier tournoi. Elle se retire du circuit professionnel en juin 2022 après une carrière longue de 15 années,.

## Palmarès

### Titres
- Championnats des Pays-Bas : 6 titres (2014, 2015, 2018-2021)

### Finales
- Championnats des Pays-Bas : 2 finales (2016, 2017)